# Xenia Knoll
Xenia Knoll (Bienne, 2 settembre 1992) è una tennista svizzera.

## Biografia
Xenia Knoll a livello juniores ha vinto due titoli nel singolare e 14 titoli nel doppio nel circuito ITF.
Ha debuttato nel circuito WTA al Budapest Grand Prix 2013 con un'entrata diretta nel tabellone principale, perdendo poi in due set netti con la ex numero 11 al mondo, l'israeliana Shahar Pe'er. Il 23 marzo 2015 ha raggiunto il best ranking mondiale nel singolare al numero 254. Il 17 aprile 2017 ha raggiunto il miglior piazzamento mondiale nel doppio al numero 40.
Ha disputato un solo incontro con la squadra svizzera di Fed Cup, nel 2015 in coppia con Viktorija Golubic uscendone sconfitta.

## Statistiche WTA

### Doppio

#### Vittorie (2)
| Legenda               |
| --------------------- |
| Grande Slam (0)       |
| Ori Olimpici (0)      |
| WTA Finals (0)        |
| Premier Mandatory (0) |
| Premier 5 (0)         |
| Premier (0)           |
| International (2)     |

| N. | Data           | Torneo                                          | Superficie  | Compagna          | Avversarie in finale             | Punteggio        |
| 1. | 29 aprile 2016 | Grand Prix SAR La Princesse Lalla Meryem, Rabat | Terra rossa | Aleksandra Krunić | Tatjana Maria Ioana Raluca Olaru | 6-3, 6-0         |
| 2. | 17 luglio 2016 | Ladies Championship Gstaad, Gstaad              | Terra rossa | Lara Arruabarrena | Annika Beck Evgenija Rodina      | 6-1, 3-6, [10-8] |

#### Sconfitte (7)
| Legenda               |
| --------------------- |
| Grande Slam (0)       |
| Argenti Olimpici (0)  |
| WTA Finals (0)        |
| Premier Mandatory (0) |
| Premier 5 (0)         |
| Premier (1)           |
| International (6)     |

| N. | Data              | Torneo                                        | Superficie    | Compagna          | Avversarie in finale                  | Punteggio        |
| 1. | 24 aprile 2016    | Istanbul Cup, Istanbul                        | Terra rossa   | Danka Kovinić     | Andreea Mitu İpek Soylu               | w/o              |
| 2. | 11 giugno 2016    | Ricoh Open, 's-Hertogenbosch                  | Erba          | Aleksandra Krunić | Oksana Kalašnikova Jaroslava Švedova  | 1-6, 1-6         |
| 3. | 5 febbraio 2017   | St. Petersburg Ladies Trophy, San Pietroburgo | Cemento (i)   | Darija Jurak      | Jeļena Ostapenko Alicja Rosolska      | 6-3, 2-6, [5-10] |
| 4. | 15 ottobre 2017   | Upper Austria Ladies Linz, Linz               | Cemento (i)   | Natela Dzalamidze | Kiki Bertens Johanna Larsson          | 6-3, 3-6, [4-10] |
| 5. | 29 aprile 2018    | Istanbul Cup, Istanbul                        | Terra rossa   | Anna Smith        | Liang Chen Zhang Shuai                | 4-6, 4-6         |
| 6. | 16 settembre 2018 | Coupe Banque Nationale, Québec                | Sintetico (i) | Darija Jurak      | Asia Muhammad Maria Sanchez           | 4-6, 3-6         |
| 7. | 13 ottobre 2019   | Upper Austria Ladies Linz, Linz (2)           | Cemento (i)   | Barbara Haas      | Barbora Krejčíková Kateřina Siniaková | 4-6, 3-6         |

## Circuito WTA 125

### Doppio

#### Vittorie (1)
| N. | Data          | Torneo                        | Superficie  | Compagna     | Avversarie in finale          | Punteggio |
| 1. | 5 giugno 2016 | Croatian Bol Ladies Open, Bol | Terra rossa | Petra Martić | Ioana Raluca Olaru İpek Soylu | 6-3, 6-2  |